# Gornja Brela
Gornja Brela falu Horvátországban Split-Dalmácia megyében. Közigazgatásilag Brelához tartozik.

## Fekvése
Splittől légvonalban 39, közúton 63 km-re délkeletre, Makarskától légvonalban 15, közúton 22 km-re északnyugatra, községközpontjától légvonalban 4, közúton 11 km-re északra, Közép-Dalmáciában a Biokovo-hegység alatti az ún. Zabiokovlján a tengerpartról Zadvarje és Šestanovac irányában menő út mentén található. Településrészei: Subotišće, Škrabići, Carevići, Zaveterje és Gornja Mala. A település központjában található a Biokovo Natúrpark székhelye.

## Története
Brela területe már a történelem előtti időben is lakott volt. Ezt igazolják az itt található halomsírok és erődített települések maradványai. Ilyen történelem előtti település maradványa található a Szent Illés templom közelében, valamint Škrabići és Subotište felett is. Az első ismert itt élt nép az illírek egyik törzse a dalmaták voltak, akik a magaslatokon épített, jól védhető erődített településeikben laktak. Innen könnyen ellenőrizni tudták a környező vidéket. Többségük állattartással foglalkozott, kisebb részük pedig földművelésből élt. A rómaiak az i. e. 3. században érkeztek ide először, de csak hosszú ideig tartó harcok után hódították meg ezt a vidéket, melyek az i. e. 156. évtől egészen 9-ig tartottak. Az illírek elleni 9-ben aratott végső győzelem után Dalmáciára békésebb idők következtek, mely időszak 378-ig a népvándorlásig tartott.
A mai horvátok ősei a 7. században az avar hódítás után érkeztek ide és 925-ben megalapították királyságukat. A település első írásos említése Bíborbanszületett Konstantin bizánci császárnak a birodalom kormányzásáról 950 körül írt művéből származik, mely „Beroyllia” néven említi az akkori Pagania, azaz a Cetina és a Neretva közötti terület négy erődítménye egyikeként. A nevet a horvát „vrelo” főnévből származtatják, amely forrást jelöl és Brelában több víz alatti forrás is található, ami 20 méterrel a víz felszíne alatt ömlik a tengerbe. A Horvát Királyság uralma kétszáz évig tartott, ezután a többi horvát területtel együtt a 12. század elején a horvát-magyar királyok fennhatósága alá került. Nevének latin képzős változata szerepel 1315-ben „Brolanenses” alakban Šubić György gróf egyik Klisszában kelt oklevelében. 1326-ban ez a terület Kotromanić István, majd 1357 és 1382 között I. Lajos magyar király uralma alatt állt. Ezt követően I. Tvrtko bosnyák király foglalta el, később a Horvátiak és a Kosača hercegi család birtoka. A brelai plébániát valószínűleg a 14. vagy a 15. században alapították, ugyanis ebből az időből származik a település régi plébániatemploma, mely Brela Gornjin 572 méteres magasságban áll. Az addig egységes brelai plébánia csak 1963-ban vált szét alsó- (donjobrelanska) és felsőbrelai (gornjobrelanska) plébániára. Brela neve a 15. és 17. század közötti latin, olasz és török nyelvű forrásokban Bercla, Brehle, Breglie, Brehlia, Brechlia, Brechglia és Brehgli alakban szerepel. A 16. századig Brela egységes település volt, 1571-ben tűnik fel először a  "Breglie piccolo" és "Breglie grande", azaz Kis- és Nagybrela elnevezés. A 16. század végén pedig már "Brehlia superior et inferior" azaz felső- és Alsóbrela néven szerepel. Ennek horvát alakja a 17. század végén tűnik fel "Brehgli Dolgni" és "Brehgli Gorgni" néven, mely megfelel a mai tengerparti Donja Brelának és a hegyvidéki Gornja Brelának..
Brela 1476-ban török uralom alá került. A török uralom idején a gyakori háborúk miatt lakossága a közeli szigetekre vándorolt ki. A közeli Zadvarje (Duare) várának felszabadításával együtt 1684. április 21-én Brela is felszabadult a több mint kétszáz éves török uralom alól és a Velencei Köztársaság része lett. Ezt követően Zabiokovlja és Hercegovina vidékéről új keresztény lakossággal telepítették be. A velencei uralomnak 1797-ben vége szakadt és osztrák csapatok vonultak be Dalmáciába. 1806-ban az osztrákokat legyőző franciák uralma alá került, de Napóleon lipcsei veresége után 1813-ban újra az osztrákoké lett. A francia uralom alatt épült meg a Neviste és Brela Gornji - Poletnica közötti átjárón átvezető út, mely Makarska vidékét Zabiokovljával kötötte össze. A településnek 1857-ben 184, 1910-ben 298 lakosa volt. 1918-ban az új szerb-horvát-szlovén állam, majd később Jugoszlávia része lett. A háború után a szocialista Jugoszláviához került. 1991 óta a független Horvátországhoz tartozik. Brela 1993-ban lett önálló község, addig Makarska községhez tartozott. 2011-ben a településnek 128 lakosa volt.

## Lakosság
| Lakosság változása | Lakosság változása | Lakosság változása | Lakosság változása | Lakosság változása | Lakosság változása | Lakosság változása | Lakosság változása | Lakosság változása | Lakosság változása | Lakosság változása | Lakosság változása | Lakosság változása | Lakosság változása | Lakosság változása | Lakosság változása |
| ------------------ | ------------------ | ------------------ | ------------------ | ------------------ | ------------------ | ------------------ | ------------------ | ------------------ | ------------------ | ------------------ | ------------------ | ------------------ | ------------------ | ------------------ | ------------------ |
| 1857               | 1869               | 1880               | 1890               | 1900               | 1910               | 1921               | 1931               | 1948               | 1953               | 1961               | 1971               | 1981               | 1991               | 2001               | 2011               |
| 184                | 0                  | 205                | 232                | 243                | 298                | 0                  | 385                | 430                | 472                | 456                | 383                | 248                | 201                | 153                | 128                |

(1869-ben és 1921-ben lakosságát Donja Brelához számították.)

## Nevezetességei
- A Gyógyító boldogasszony tiszteletére szentelt plébániatemplomát 1939-ben építették. A homlokzat feletti harangdúcban két harang látható. Építése tíz évig tartott, felszentelése 1939. december 15-én volt.
- Szent Miklós tiszteletére szentelt temploma[4] a település régi magja, az ősi Berulie közelében egy dombon áll. A brelai plébánia legrégibb temploma, egyben első plébániatemploma volt. Építése a török hódítás előtt, valószínűleg a 14. vagy a 15. században történt. Gótikus csúcsíves boltozata és kis méretű apszisa van, ebben található az oltár. Eredetileg kőlapokkal volt fedve, de a két világháború között ezt betonlapokra cserélték. A homlokzata feletti harangtoronyban egy harang található. Az oltár menzája négyszögletes, kőből épített talapzaton nyugszik. 1952-ben a hatóságok egy közeli katonai létesítményre hivatkozva megtiltották, hogy misét tartsanak benne. Ivan Lendić plébános szolgálata idejében teljesen megújították és 2000. május 28-án újraszentelték. Ebből az alkalomból a templom értékes művészeti tárgyakkal gazdagodott. A Darko Šošić által adományozott nagyméretű kereszt Joze Vrdoljak szobrászművész alkotása. Szent István vértanút és Szent Miklóst ábrázoló képét Josip Botteri Dini akadémiai festőművész festette. A templomban Botterinek egy másik munkája és látható a Szűzanya és Szent Péter alakjával. A író és politikus Vlado Gotovac miseruhát adományozott a templomnak.
- A Gyógyító boldogasszony tiszteletére szentelt régi templomát amint azt a bejárat felett is olvashatjuk 1731-ben építették. 1735-ben Blašković püspök még a Rózsafüzér királynője titulussal említi. Egy 1770-es forrás is így nevezi, de egy 1780-as forrás Szeplőtelen fogantatás templomnak hívja. A későbbiekben már mai titulusával szerepel. Kőépület gótikus csúcsíves boltozattal, kőlapokkal fedve, melyeket később betonra cseréltek. Homlokzatán kereszttel díszített körablak, felette egy harang számára kialakított harangtorony látható. 1939-ben az új templom felépítése után már nem tartottak benne istentiszteletet, állapota mára teljesen leromlott.
- Carevići nevű településrészén a žeževicai határon áll a Szent Illés templom, homlokzatán András-kereszttel díszített kő rozettával és kis harangtoronnyal. Az oltárkép Arana Andres munkája 1928-ból. 1735-ben Blašković püspök utasítja a plébánost a befejezésére, tehát ezt követően készült el teljesen. Valószínűleg egy korábbi templom alapjaira építették, mivel egy 1770-es forrás azt állítja, hogy ötven évvel korábban régi alapokon épült.
- A település központjában található a Biokovo Natúrpark székhelye, valamint a település helytörténeti múzeuma, melynek anyagát az 1994-ben alapított Brolanenses lokálpatrióta egyesület tagjai gyűjtötték össze.
- A település feletti Biokovo-hegység legrégibb görög elnevezése Adrion volt. Területét 1981-ben natúrparkká nyilvánították. Legmagasabb pontja az 1762 méteres sv. Jure azaz Szent György-csúcs. A hegységben 2274 féle növényfaj található, köztük számos ritkaság, melyek közül a leghíresebb a „Biokovsko zvonce” (Biokovo harangocskái). Területén 16 és fél hektáron található a Kotisina botanikuskert, melynek alapítója Jure  Radić atya mintegy háromszáz védett mediterrán és hegyvidéki növényfajt gyűjtött itt össze.
- Brela felett a Biokovo-hegységben található a Biokovsko okonak azaz Biokovo szemének nevezett lyukas szikla. A szikla nyílásán átnézve látható egész Brela és tengerpartja.
- A Biokovo egyik stratégiai jelentőségű sziklaszirtjén egy ivóvízforrás közelében építették a védelmi célokat szolgáló Hercegova tornyát. Török kori építmény a 17. századi zabrdoi torony is. Škrabići felett illír erődített település maradványai találhatók.
- Poletnica tornya történelmi jelentőségű hely. Egy a 16. és 17. században épített torony található itt, melyet számos török elleni csatározás során említenek. Az egyik ilyen összecsapásban itt lelte halálát Arapović Hasszán aga, melyet népi balladában is megénekeltek.

## Gazdaság
A lakosság fő megélhetése forrása hagyományosan a földművelés, állattenyésztés és a halászat volt. A teraszosan kialakított földeket általában kapával, néha szántással művelték. Főbb terményeik a búza, az árpa, a burgonya és a bab. A gyümölcsfélék közül pedig a szőlő, a meggy, az olívabogyó és a belőlük előállított bor, pálinka, illetve olaj voltak, melyeket a piacokon értékesítettek. Ma a lakosság pedig szinte kizárólag a turizmusból él. Néhányan még foglalkoznak szőlő- és olajbogyó termesztéssel is.

## Oktatás
Az oktatás kezdetei Nikola Bjanković makarskai püspök nevéhez fűződnek, aki Solinén már 1710-ben megalapította az első iskolát, mely egyszerre nyújtott alap-, közép- és felsőfokú képzést is. Az iskola 1853-ig működött és főként egyházmegyés papokat képzett, melyekre a püspökségnek nagy szüksége volt. Amikor a közeli Baška Vodán 1845-ben megnyílt a népiskola a brelai fiatalok is oda jártak. Az első brelai fiúiskola 1867-ben nyílt meg, az állami iskola pedig 1895-ben. Gornja Brela első alapiskoláját 1907-ben alapították.

## Kultúra
A helyi kultúra fejlesztésében a község sokat köszönhet plébánosainak. Közülük is kiemelkedik Ante Soljanić atya akinek lelkipásztori szolgálata 1927 és 1963 között zajlott. Soljanić atya plébánosként a brelai közösségi élet fő szervezője volt. Megalapította a turisztika egyesületet, melynek első elnöke lett, fúvószenekart, gyermek- és felnőtt énekkart, állattenyésztő egyesületet alapított. Felépíttette a gornja brelai új plébániatemplomot, felújíttatta a Szent Miklós templomot, de nevéhez fűződik a Szent György, a Kármelhegyi boldogasszony és a Szent István templom környezetének rendezése is. Az első volt a községben aki autóval rendelkezett, melyet pasztorális tevékenységéhez használt, de övé volt az első rádió is, mely köré gyűlve a helyiek először értesülhettek ily módon a nagyvilág híreiről. A település kulturális hagyományőrző egyesülete a Brolanenses. A település helytörténeti múzeumának anyagát az 1994-ben alapított egyesület tagjai gyűjtötték össze.

## Galéria
- Gornja Brela - Škrabići
- Subotište látképe
- Carevići látképe
- Gornja Brela - Carevići